# Zhongshanstadion
Het Zhongshanstadion (Chinees: 中山足球場; pinyin: Zhōngshān Zúqíuchǎng) was een multifunctioneel stadion in de Taiwanese hoofdstad Taipei. Het werd vooral gebruikt voor voetbalwedstrijden en concerten. In het stadion was plaats voor 20.000 toeschouwers. De voetbalclub Tatung FC maakte gebruik van dit stadion. In 2008 werd het stadion gesloten. 